# مذبحة بودوييفو
مذبحة بودوييفو ((بالألبانية: Masakra e Podujevës)‏ ، (بالصربية: Masakr u Podujevu)‏) هي مذبحة وقعت في في 28 مارس 1999، وراح ضحيتها 14 مدنياً من ألبان كوسوفو، مُعظمهم من النساء والأطفال. هاته المذبحة ارتكبتها منظمة شبه عسكرية صربية تُسمى تنظيم العقارب بالاشتراك مع الوحدة الخاصة لمكافحة الإرهاب في صربيا، أثناء حرب كوسوفو. وقد تلقت إحدى الناجيات من هذه المجزرة، ساراندا بوغوجيفتشي التي كانت تبلغ من العمر 13 عامًا آنذاك، اهتمامًا إعلاميًا كبيرًا بعد أن نجحت في تقديم قضيتها إلى العدالة بمساعدة العديد من المنظمات من صربيا وكندا والمملكة المتحدة.

## بعد المذبحة
في 10 أبريل 2007، أُدين أربعة من أعضاء تنظيم العقارب، حيث قضت في حقهم محكمة جرائم الحرب في بلغراد بأحكام السجن لفترات طويلة.